# Damien Perrinelle
Damien Perrinelle (Suresnes, 12 settembre 1983) è un ex calciatore francese, di ruolo difensore, vice allenatore del Monaco.

## Palmarès

### Club

#### Competizioni nazionali
- MLS Supporters' Shield: 1

N.Y. Red Bulls: 2015